# Sandy Lake (Pensilvania)
Sandy Lake es un borough ubicado en el condado de Mercer en el estado estadounidense de Pensilvania. En el año 2000 tenía una población de 743 habitantes y una densidad poblacional de 346 personas por km².

## Geografía
Sandy Lake se encuentra ubicado en las coordenadas 41°21′04″N 80°05′00″O / 41.35111, -80.08333

## Demografía
Según la Oficina del Censo en 2000 los ingresos medios por hogar en la localidad eran de $34,231 y los ingresos medios por familia eran $38,958. Los hombres tenían unos ingresos medios de $32,159 frente a los $19,712 para las mujeres. La renta per cápita para la localidad era de $15,460. Alrededor del 16.6% de la población estaba por debajo del umbral de pobreza.